# Medium (sito web)
Medium è una piattaforma di pubblicazione online creata dal cofondatore di Twitter, Evan Williams, nell'agosto 2012.
Tra le pubblicazioni presenti su questa piattaforma si trovano il magazine online a tema musicale Cuepoint, redatto da Jonathan Shecter, e la testata tecnologica Backchannel, edita da Steven Levy.

## Storia
Williams creò Medium da zero con l'idea di incoraggiare gli utenti a creare post più lunghi di quelli proposti su Twitter con il limite dei 140 caratteri. Nell'aprile 2013, Williams ha dichiarato che c'erano 30 persone che lavoravano sulla piattaforma a tempo pieno.
Il software della piattaforma fornisce un'interfaccia WYSIWYG per la scrittura di articoli con le varie opzioni per la formattazione.
Una volta pubblicato è possibile condividere (o “raccomandare”) il proprio post in maniera simile a quanto accade su Twitter; i vari posts sono ordinati per tema (come succede su Tumblr) e c'è un sistema di votazioni simile a quello di Reddit.

## Critiche
Nel gennaio 2016, Medium ha ricevuto una notifica di take down dalla Malaysian Communications and Multimedia Commission per uno degli articoli pubblicati da Sarawak Report. Il Sarawak Report faceva uso di Medium sin dal luglio 2015, dopo che il sito ufficiale fu bloccato dal governo della Malaysia.
Il team legale di Medium rispose alla commissione malesiana declinando la richiesta di eliminare l'articolo.
In risposta, il 27 gennaio 2016, tutti i contenuti di Medium furono bloccati in Malaysia.